# Supe
Supe ist eine Stadt in der Provinz Barranca in der Region Lima im zentralen Westen von Peru.

## Geographie
Die 45 m über dem Meeresspiegel gelegene Stadt Supe befindet sich 3 km östlich des am Pazifischen Ozean gelegenen Supe Puerto. Supe ist Sitz des gleichnamigen Distriktes. 
Die Stadt hatte beim Zensus 2017 12.492 Einwohner, zehn Jahre zuvor lag die Einwohnerzahl bei 10.967.

## Wirtschaft und Verkehr
In der Umgebung der Stadt wird bewässerte Landwirtschaft betrieben. 
Die Nationalstraße 1N (Panamericana) führt östlich an der Stadt vorbei.
In der ersten Hälfte des 20. Jahrhunderts war die Stadt an drei Bahnen angeschlossen, die jede eine andere Spurweite aufwiesen:
- Bahnstrecke Puerto Supe–Paramonga (1067 mm Kapspur)
- Überlandstraßenbahn Puerto Supe–Alpas (600 mm)
- Bahnstrecke Ancón–Sayan (914 mm)

Alle diese Bahnen wurden spätestens bis Mitte der 1960er Jahre stillgelegt.